# Jean-Louis Ughetto
Pour les articles homonymes, voir Ughetto.
Jean-Louis Ughetto, né le 1er janvier 1938 à Courbevoie et mort le 2 juin 2011 à Paris, est un chef-opérateur du son et un écrivain français.

## Filmographie
- 1969 : Bartleby de Jean-Pierre Bastid
- 1969 : Hallucinations sadiques de Jean-Pierre Bastid
- 1970 : La Brigade des maléfices de Claude Guillemot
- 1976 : On aura tout vu de Georges Lautner

- 1979 : Rien ne va plus de Jean-Michel Ribes
- 1980 : Même les mômes ont du vague à l'âme
- 1980 : Les Sous-doués de Claude Zidi
- 1981 : L'Homme fragile de Claire Clouzot
- 1981 : Les Jeux de la comtesse Dolingen de Gratzde Catherine Binet
- 1982 : Les Sous-doués en vacances de Claude Zidi
- 1983 : L'Argent de Robert Bresson
- 1985 : La Part des choses de Bernard Dartigues
- 1985 : Signé Charlotte
- 1985 : Rendez-vous d'André Téchiné
- 1985 : L'Atelier d'André Téchiné
- 1986 : Le Lieu du crime d'André Téchiné
- 1987 : Association de malfaiteurs de Claude Zidi
- 1987 : La Petite Allumeuse
- 1987 : Tant qu'il y aura des femmes de Didier Kaminka
- 1987 : Les Innocents d'André Téchiné
- 1988 : Chocolat de Claire Denis
- 1989 : Deux de Claude Zidi
- 1990 : Ripoux contre ripoux de Claude Zidi
- 1990 : Promotion canapé de Didier Kaminka
- 1991 : On peut toujours rêver de Pierre Richard
- 1991 : Pour Sacha d'Alexandre Arcady
- 1991 : J'embrasse pas d'André Téchiné
- 1991 : La Totale ! de Claude Zidi
- 1992 : À quoi tu penses-tu ? de Didier Kaminka
- 1992 : La Nuit de l'océan
- 1993 : La Cavale des fous de Marco Pico
- 1994 : J'ai pas sommeil de Claire Denis
- 1994 : Kabloonak
- 1994 : La Vis de Didier Flamand
- 1995 : Élisa de Jean Becker
- 1995 : Le Crime de monsieur Stil (téléfilm)
- 1995 : Les Agneaux de Marcel Schüpbach
- 1996 : Nénette et Boni de Claire Denis
- 1996 : Tykho Moon d'Enki Bilal
- 1998 : L'Arrière pays
- 1999 : La Bascule (téléfilm)
- 1999 : Pola X de Léos Carax
- 1999 : Les Enfants du siècle de Diane Kurys
- 2001 : Trouble Every Day de Claire Denis
- 2002 : La Chatte à deux têtes de Jacques Nolot
- 2002 : Garonne de Claude d'Anna (téléfilm)
- 2002 : Vendredi soir de Claire Denis
- 2002 : Ten Minutes Older: The Cello
- 2003 : Les Dix
- 2004 : L'Intrus de Claire Denis
- 2005 : L'Anniversaire de Diane Kurys
- 2006 : Meurtrières
- 2007 : Avant que j'oublie de Jacques Nolot

## Livres
- Utopique en pire : fables, La Digitale, 1988
- Ils font tomber les arbres du mauvais côté, La Chambre d'échos, 1999
- Le Chien U, La Chambre d'échos, 2001
- Un impérieux désir de fuir, La Chambre d'échos, 2004
- J'aide les taupes à traverser, La Chambre d'échos, 2006
- Indécis soit-il : anicroches, La Chambre d'échos, 2009
- Dernières nouvelles, Rhubarbe, 2013